# Xia Qi

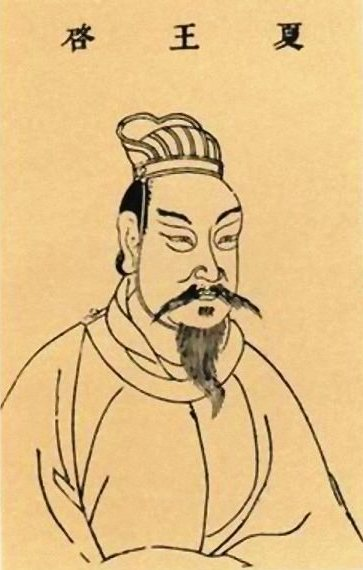
Qi

Xia Qi è il nome completo di Qi (啓T, QǐP, cognome Sì (姒T)), il quale regnò, secondo la leggenda, come secondo re della dinastia Xia (secondo altre fonti come signore della lega dei clan) nel II o III millennio a.C. sull'antica Cina.
È tuttavia incerto se si tratti di una vera figura storica.
Secondo la rappresentazione dell'influente storico Sima Qian, che scrisse tuttavia solo millenni più tardi, il padre di Qi Yu il grande aveva, come era usanza, designato come successore in primo luogo il suo miglior consigliere Boyi, ma in seguito quest'ultimo avrebbe pregato Yu di cedere il regno a suo figlio, a causa della grande stima che nutriva per lui. Nella storiografia tradizionale cinese, questo è considerato come il distacco dal principio elettivo e l'inizio della monarchia ereditaria in Cina. Gli Annali di bambù riferiscono al contrario che s'impadronì del regno con la violenza e assassinò Boyi. Le indicazioni sulla durata del governo di Qi oscillano tra i 10 ed i 29 anni.